# Алі Бабаджан
Алі Бабаджан (тур. Ali Babacan, вимова турецькою: [aˈli babaˈdʒan]; 4 квітня 1967) — турецький політик, економіст та інженер. Він є засновником і нинішнім лідером Партії демократії та прогресу (DEVA). Він 13 років обіймав посади міністра закордонних справ, міністра економіки, головного переговорника з ЄС та віце-прем'єр-міністра Туреччини з 2002 по 2015 рік. Він також був депутатом парламенту.
Спочатку він обіймав посаду державного міністра з економічних питань у Уряді Абдулли Гюля від Партії справедливості та розвитку (AKP). Він обіймав цю посаду протягом 58-го та 59-го урядів Турецької Республіки. 29 серпня 2007 року він був призначений міністром закордонних справ в Уряді Ердогана. У 2009—2015 роках обіймав посаду віце-прем'єр-міністра з економічних і фінансових питань Туреччини.
Алі Бабаджан мав обов'язок керувати жорсткою програмою економічних реформ, яка була підкріплена багатомільярдними позиками МВФ; під його керівництвом економіка Туреччини досягла значного відновлення після двох серйозних криз. Він переважно тримався осторонь турецької політичної арени та зосереджувався на економічних реформах, діючи більше як технократ.
У 2019 році Бабаджан покинув AKP, пославшись на «глибокі розбіжності» щодо напрямку партії як причину, і заснував Партію демократії та прогресу (DEVA) у 2020 році. Бабаджан вільно володіє англійською мовою, одружений і має трьох дітей.

## Ранні роки та кар'єра

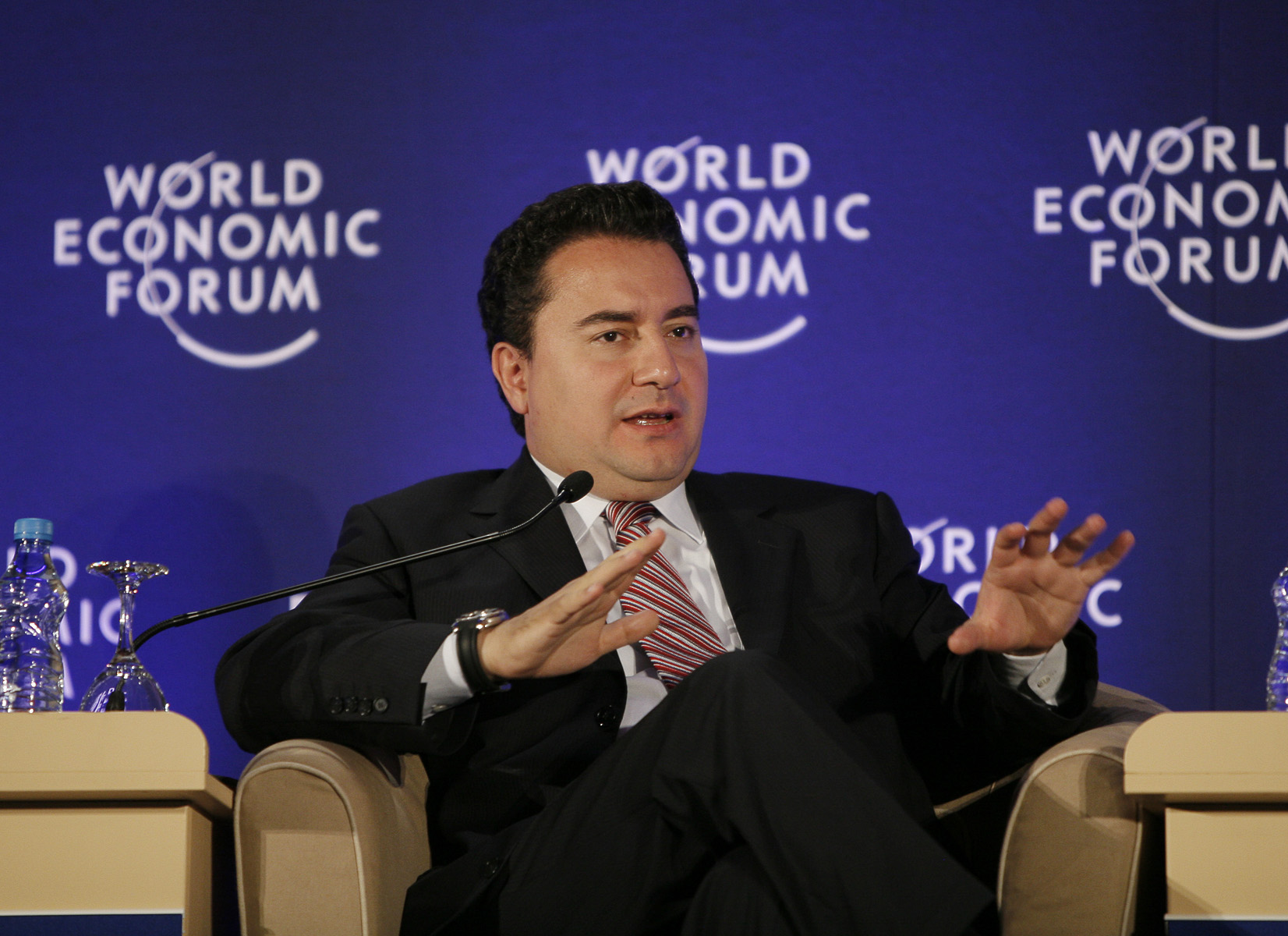
Алі Бабаджан на Всесвітньому економічному форумі, 2008 рік

### Освіта
Алі Бабаджан закінчив коледж TED Ankara, став першим серед випускників 1985 року Він навчався в Близькосхідному технічному університеті (METU) в Анкарі і в 1989 році отримав ступінь бакалавра промислової інженерії з найвищими оцінками (4,00 бали з 4,00).
Бабакан поїхав до США за стипендією Фулбрайта для навчання в аспірантурі, а в 1992 році отримав ступінь магістра ділового адміністрування в Келлогській школі менеджменту при Північно-Західному університеті в Еванстоні, штат Іллінойс, за спеціальністю маркетинг, організаційна поведінка та міжнародний бізнес.

### Кар'єра в сфері фінансів
Потім Бабаджан два роки працював юристом у компанії QRM, Inc. у Чикаго, штат Іллінойс, яка надає фінансові консультації топ-менеджерам великих банків Сполучених Штатів. Він повернувся до Туреччини в 1994 році і того ж року працював головним радником мера Анкари. З 1994 по 2002 рік він був головою правління своєї сімейної текстильної компанії.

## Політичне життя

### Міністерство закордонних справ та економіки (2002—2015)

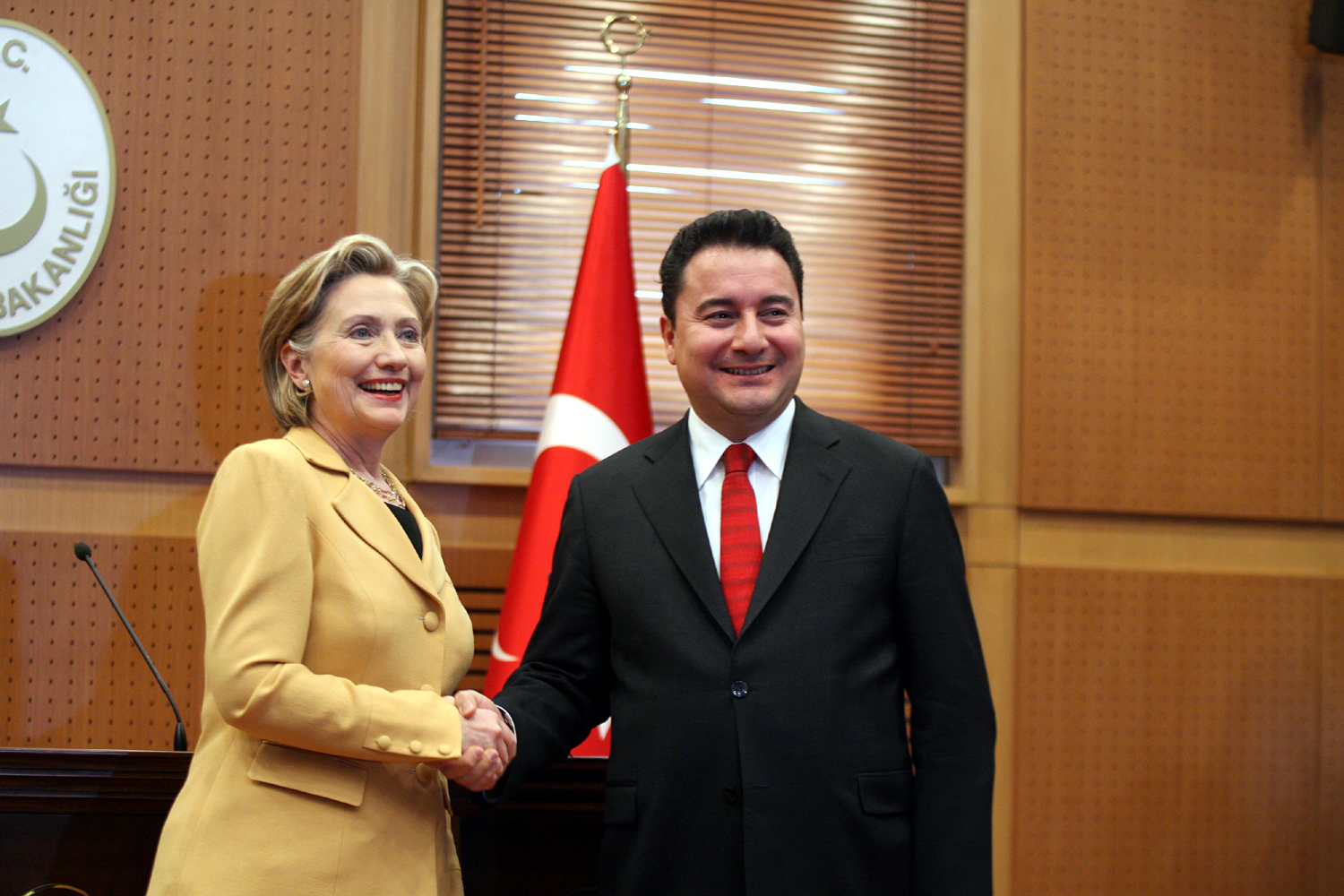
Міністр закордонних справ Алі Бабаджан і його американська колега Гілларі Клінтон, 2009 рік

Він прийшов у політику в 2001 році як співзасновник і член правління Партії справедливості та розвитку і був обраний до парламенту як депутат від Анкари 3 листопада 2002 року. Він був призначений міністром економіки 18 листопада 2002 року і став наймолодшим членом кабінету, тоді йому було 35 років.

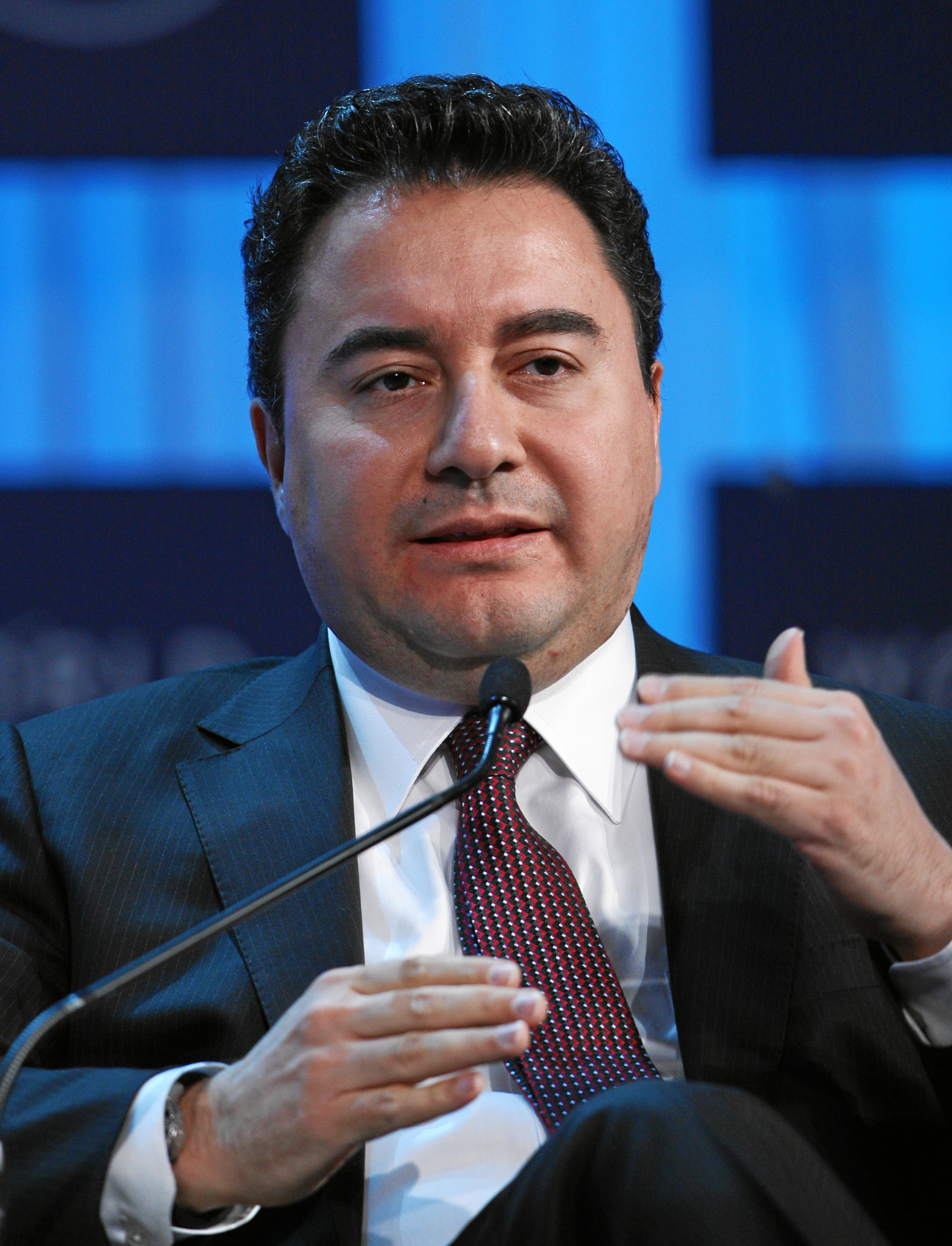
Алі Бабаджан на сесії Global Economic Outlook, Давос, 2012 р

24 травня 2005 року прем'єр-міністр Реджеп Таїп Ердоган оголосив про призначення Бабаджана головним учасником переговорів про вступ Туреччини до Європейського Союзу, які розпочалися 3 жовтня 2005 року. Як урядовий міністр Бабаджан відвідав кілька міжнародних зустрічей, включаючи Всесвітній економічний форум у Давосі, Швейцарія, і Більдерберзьку групу.
У 2019 році Бабаджан покинув правлячу AKP, пославшись на «глибокі розбіжності» щодо напрямку партії як причину.

### Лідер DEVA (2020–дотепер)

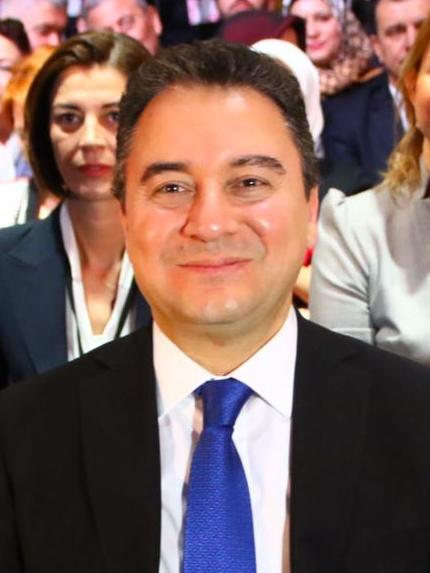
Алі Бабаджан, лідер партії DEVA, 2020

Бабаджан підтвердив свій намір створити цю партію наприкінці 2019 року в інтерв'ю журналістці Шірін Пайзин з телеканалу T24 і очікував, що його партія буде «мейнстрімною партією» з особливим акцентом на правах меншин, поверненні до турецької парламентської системи, справедливих процесах у судах та законодавство та відновлення свободи слова та вираження поглядів. Бабаджан сказав, що «нація дасть нашій партії назву».
9 березня 2020 року він заснував Партію демократії та прогресу, з абревіатурою «DEVA» що одночасно означає «лікувальний засіб» турецькою мовою. Партія DEVA провела перше засідання Ради засновників 10 березня 2020 року, де його одноголосно обрали головою.